# Jakov Medić
Jakov Medić (Zagabria, 7 settembre 1998) è un calciatore croato, difensore o centrocampista del Bochum in prestito dall'Ajax.